# Нишизо Цукахара
Нишизо Цукахара (јап. 塚原二四三; 3. април 1887 — 10. јануар 1966) је био адмирал у јапанској царској морнарици током Другог светског рата.

## Рани период
Цукахара је рођен у префектури Фукуи, али је његово званично пребивалиште био град Кофу у Јаманаши префектури, где је он одрастао. Цукахара је дипломирао у 36. класи на јапанској царској поморској академији 1908. године, и рангиран је на 20. месту од 119 кадета. Чувени адмирал Чуичи Нагумо, био је његов школски друг. Као подофицир врши службу на палуби крстарице Соја, оклопном крсташу Ивате и боијном броду Окиношима. Након унапређења у чин Esign (еквивалент: Потпоручник) 1910. године, он служи на бојном броду Шикишима, а затим на разарачу Јудачи.
Цукахара касније служи на бојном броду Јамаширо и оклопном крсташу Асо. По унапређењу у чин Lieutenant (еквивалент: Поручник Фрегате) 1914. године, прелази на разарач Умиказе, а 1916. године постаје главни официр за навигацију на лакој крстарици Могами, затима на крстарици Читоше, па на броду за оправке Канто, и на крају на оклопном крсташу Ибуки.
Он дипломира на поморском ратном колеџу у Јапану 1920. године и бива унапређен у чин  (еквивалент: Поручник Бојног Брода). Цукахара је држао неколико штабних места у поморској бази Јокосука, нарочито она која су се односила на морнаричку авијацију. Он је послат у Сједињене Америчке Државе и Европу од 1925. до 1926. године, а по повратку у Јапан постаје извршни официр на носачу авиона Хошо.
Дана, 29. новембра 1929. године, Цукахара је унапређен у чин  (еквивалент: Капетан Фрегате), и преузима команду над крстарицом Ои. Од 1931. до 1932. године, део је јапанске делегације на Женевској поморској конференцији о разоружању. Дана, 20. октобра 1933. године, он постаје командир носача авиона Акаги.
Цукахара је унапређен у чин контраадмирала 15. новембра 1935. године. Он је командовао извесним бројем ловачких ескадрила, а унапређен је у чин вицеадмирала 15. новембра 1939. године. Априла 1940. године, постаје командант поморске базе Чинкаи, а од 10. септембра 1941. године до 1. октобра 1942. године је главни командант 11. ваздушне флоте јапанске морнарице.

## Други светски рат
Базирана на острву Тиниан, 11 ваздушна флота јапанске морнарице је ангажована у инвазији на Филипине, а касније у подршци јапанске офанзиве на Нову Гвинеју и Соломонова острва из Рабаула на Новој Британији и са других локација. Дана, 8. августа 1942. године, након савезничког искрцавања на Гвадалканал и Тулаги (види: Гвадалканалска кампања), Цукахара се премешта у Рабаул, одакле је директно руководио ваздушним нападима против савезничких снага у области Гвадалканала. У Рабаулу, Цукахара је био на положају команданта свих поморских снага на Новој Гвинеји и Соломоновим острвима, као и 11. ваздушном флотом јапанске морнарице, као групе зване команда Југоисточне области. Он је касније смењен, а на његово место је дошао адмирал Џиничи Кусака.
Након опоравка од болести, Цукахара је постављен за директора поморске ваздушне команде од 1. децембра 1942. до 15. септембра 1944. године. Затим је до 1. маја 1945. године, главни командант поморске базе Јокосука. Цукахара је 15. маја 1945. године, унапређен у чин Адмирала.
Он умире 1966. године, и његов гроб се налази на Тама Реиен гробљу у Токију.